# Juvenil Alves
Juvenil Alves Ferreira Filho . Nascido na Cidade Mineira, no Brasil, em Abaeté. Iniciou sua carreira profissional prematuramente, exercendo um oficio que à época era muito comum em crianças operárias: era engraxate. Seu pai, Juvenil Alves, era alfaiate e sua mãe, Isabel Amélia, era Servente Escolar, à epoca da Escola chamada Tenente Ezequiel. A trajetória foi sempre marcada por arrojo incomum e empreendedorismo nato, quer seja na execução e criação de projetos ou mesmo na multiplicidade de atividades, que vai desde a participação em momentos estudantis e em estudos da Igreja Católica, até o exercicio do Cargo de Deputado Federal, com o candidato mais votado na primeira eleição em que disputou. 

é um jurista e filósofo, atuante em  advocacia empresarial,  com escritório central em Belo Horizonte, no Bairro Belvedere. na área tributaria e empresarial. Atualmente é CEO do GRUPO VERITAS e da empresa J.A. Advogados. Foi Deputado Federal, eleito pelo PT de Minas Gerais, em 2006, sendo o mais votado do Estado com 110.651 votos.
Juvenil Alves lançou-se na vida política em 2006, quando eleito deputado federal pelo PT. Na Câmara teve atuação na Comissão de Meio Ambiente, como membro titular, tendo sido relator de estudos sobre a Transposição do Rio S. Francisco. Na Comissão de Fiscalização e Controle teve destaque em relatorias importantes, como a cobrança dos Planos de Saúde em atendimento a seus usuários em postos de saúde do INSS. Trocou de legenda posteriormente, ingressando no PRTB. Sofreu acusação de captação irregular de fundos de campanha, sendo por isso impedido pelo TRE-MG em abril de 2008 e em 2009, pelo TSE. Houve recurso contra a decisão do TSE, que só em novembro de 2016 foi julgado. Tem várias obras e estudos publicados e presta serviços advocatícios para centenas de empresas nacionais e internacionais. Informa que mais informações estão no seu site www.juvenilalves.com.br
Juvenil Alves é Especialista em Tributação Internacional pela Harvard Law Scholl, Pos Graduado pela Fundação Dom Cabral e com dezenas de cursos no Brasil e no Exterior. 

Juvenil Alves presta consultoria jurídica em vários estados do Brasil, sendo recordista brasileiro em número de ações tributárias patrocinadas. É  também consultor de direito ambiental e sanitário.